# Plaisance (barri de París)
El barri de Plaisance (Quartier de Plaisance, en francés) és el 56é barri administratiu de la ciutat de París, dins del 14é districte de la capital francesa.

## Situació

Barris administratius del 14é districte de París

El barri de Plaisance es troba a la zona occidental del 14é districte de París. Pel nord, fita amb el barri de Montparnasse, pels volts de l'Estació Montparnasse. Per l'est, limita amb el barri del Petit-Montrouge. Pel sud, i ja fora de París, fita amb la comuna de Malakoff (Alts del Sena). Per l'oest, limita amb els barris de Saint-Lambert i Necker, dins el 15é districte.